# Карифе
Карѝфе (на италиански: Carife; на неаполитански: Carif', Карифъ) е село и община в Южна Италия, провинция Авелино, регион Кампания. Разположено е на 740 m надморска височина. Населението на общината е 1476 души (към 2013 г.).